# Foro panarium
Foro panarium — викопний вид птахів невизначеного систематичного положення. Скам'янілі рештки знайдені у пластах формації Грін Рівер у штаті Вайомінг, США. Вид існував у еоцені 48 млн років тому.

## Таксономія
Традиційно вид відносять до монотипової родини Foratidae. Птах тісно пов'язаний із зозулеподібними (зокрема з турако). Іноді вид розглядається як проміжна ланка між зозулеподібними та гоацином, дивним птахом, що зараз мешкає в Амазонії. Взагалі, походження гоацина та його родинні стосунки складають основну сучасну орнітологічну загадку.

## Опис
Будова цього примітивного птаха була досить компактною: тіло було міцним, але крила не дуже великі. Отже птах не міг довго літати.
Foro panarium має череп та дзьоб схожий на гоацинів, а загальна будова тіла схожа на турако. Птах був завдовжки до 30 см.